# NGC 6416
NGC 6416 est un amas ouvert situé dans la constellation du Scorpion. Il a été découvert par l'astronome écossais James Dunlop en 1826.
Selon la classification des amas ouverts de Robert Trumpler, cet amas renferme moins de 50 étoiles (lettre p) dont la concentration est faible (IV) et dont les magnitudes se répartissent sur un petit intervalle (le chiffre 1). Selon les données du catalogue Lynga, la classification de NGC 6416 est III2m, donc, il aurait entre 50 et 100 étoiles (m), une concentration moyennement faible (III) et les magnitudes de ses étoiles se répartiraient sur un intervalle moyen (2). Pourtant, Lynga indique que l'amas renferme 40 étoiles, ce qui est en contradiction avec sa classification.

## Observation
Avec une magnitude visuelle de 5,7 on peut aisécment observer l'amas avec de petites jumelles.

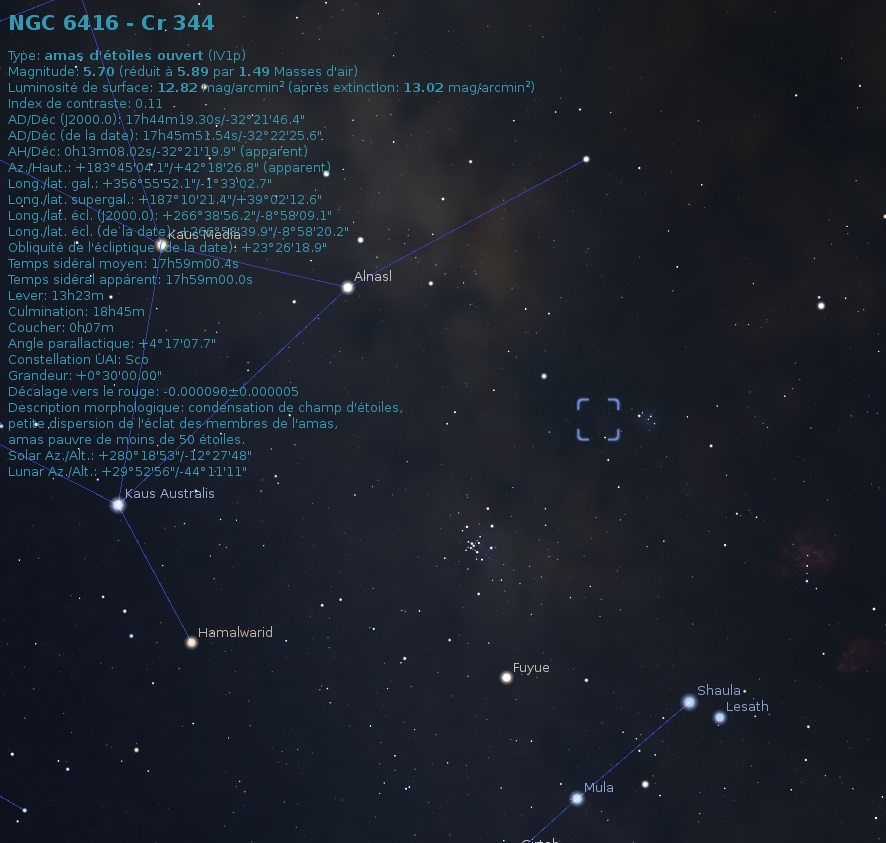
Localisation de NGC 6416 dans la constellation du Scorpion.

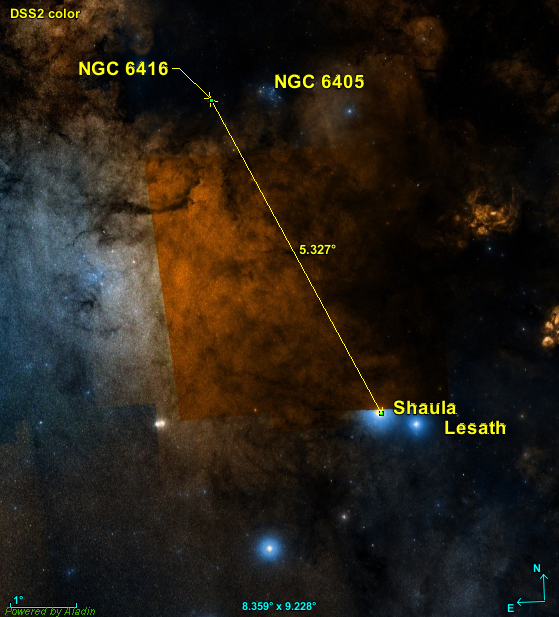
Position de NGC 6416 par rapport Shaula.

NGC 6416 est situé un peu à l'est de NGC 6405 à environ 5,3 degrés au nord-est de l'étoile Shaula (Lambda Scorpii).

## Caractéristiques

### Distance, taille et vitesse
La base de données Simbad indique cinq valeurs de la distance. Deux de ces valeurs sont très semblables et elles sont basées sur les mesures de la parallaxe réalisées par le satellite Gaia : 1 020,0 pc, 997 ± 22 pc. Les trois autres valeurs sont 746 pc, 767 pc et 741 pc.
La taille apparente de l'amas 15' ou de 15' (14,5 ± 0,5') ce qui, compte tenu de la distance de 997 ± 22 pc et grâce à un calcul simple, équivaut à une taille réelle de 13,7 ± 0,8 al.
Quatre vitesses sont aussi indiquées sur la base de données Simbad et trois d'entre elles sont très semblables : −25,07 ± 0,78 km/s, −27,50 ± 9,94 km/s, −22,43 ± 10,65 km/s et −11,2 ± 12,7 km/s.

### Métallicité
Simbad rapporte une seule valeur de la métallicité, soit 0,067. Le pourcentage d'éléments lourds (plus lourd que l'hydrogène et l'hélium) de cet amas est d'environ 117% (100,067) de celui du Soleil.

### Âge
Webda et Lynga indiquent un âge de 112 millions d'années (log10=8,087).

## Étoiles
NGC 6416 renferme une étoile traînarde bleue.
Simbad montre aussi un bouton nommé Children. En cliquant sur ce bouton, on atteint une section de cette base de données qui renferme un tableau contenant 375 entrées pour NGC 6416. Cependant, des étoiles (les Children) peuvent apparaître plusieurs fois dans la deuxième colonne du tableau, d'où le nombre de liens bibliographiques qui est supérieure au nombre d'étoiles. La quatrième colonne de ce tableau indique la probabilité que l'étoile appartienne à l'amas. En cliquant sur le titre de cette colonne, on peut classer la probabilité par ordre croissant ou décroissant. En cliquant sur la désignation de l'étoile, on atteint la page de Simbad qui résume ses propriétés.